# Hans-Uwe Pilz
Hans-Uwe Pilz (* 10. November 1958 in Hohenstein-Ernstthal) ist ein ehemaliger deutscher Fußballspieler und Fußballtrainer. Er war sowohl in der DDR-Oberliga als auch in der Fußball-Bundesliga aktiv. Er ist 35-facher Nationalspieler der DDR. Mit Dynamo Dresden wurde er zweimal DDR-Meister und viermal Pokalsieger.

## Sportliche Laufbahn

### BSG-, Club- und Vereinsstationen
Bis 1973 spielte Hans-Uwe Pilz bei der Betriebssportgemeinschaft (BSG) Motor Hohenstein-Ernstthal. Als knapp 15-Jähriger wechselte er zur 20 km entfernten BSG Sachsenring Zwickau, deren 1. Mannschaft in der DDR-Oberliga vertreten war. Bereits in der Saison 1975/76 bestritt er mit der 2. Mannschaft in der zweitklassigen DDR-Liga sein erstes Punktspiel. In der folgenden Spielzeit eroberte sich Pilz schon einen Stammplatz in der Oberligamannschaft, wo er in 20 Punktspielen hauptsächlich als Mittelfeldspieler eingesetzt wurde. Nach 13 Oberligaspielen 1977/78 wurde Pilz im Mai 1978 zu einem 18-monatigen Wehrdienst eingezogen. Ende Oktober 1979 konnte er seine Fußballerlaufbahn bei Sachsenring Zwickau fortsetzen und übernahm sofort wieder einen Stammplatz in der Oberligaelf. Bis zum Ende der Hinrunde 1981/82 versäumte er nur ein Punktspiel, danach wurde er nach 89 Oberligaeinsätzen für Zwickau (17 Tore) zum Oberligakonkurrenten SG Dynamo Dresden delegiert.
Dynamo Dresden hatte zuvor mit Peter Kotte, Matthias Müller und Gerd Weber, die nach versuchter Flucht aus der DDR gesperrt worden waren, drei Stammspieler verloren. Hans-Uwe Pilz nahm den Platz des Mittelfeldspielers Weber ein und bestritt bis zum Saisonende zwölf der dreizehn Oberligapunktspiele. Außerdem stand er 1982 als zentraler Mittelfeldspieler im Endspiel um den DDR-Fußballpokal, das die Dresdner nach Elfmeterschießen (1:1, 5:4) gegen den BFC Dynamo gewannen. Pilz verwandelte den entscheidenden letzten Strafstoß. Den Pokalerfolg konnte er noch dreimal wiederholen, als Dynamo Dresden 1984 und 1985 erneut über den BFC triumphierte (2:1, 3:2) und im letzten DDR-Pokalfinale 1990 den PSV Schwerin mit 2:1 besiegte. 1989 und 1990 wurde Pilz mit Dynamo Dresden DDR-Meister. Bis zum Ende der Hinrunde der Spielzeit 1990/91 bestritt er für Dresden insgesamt 192 von 234 in dieser Zeit ausgetragenen Oberligaspielen und erzielte dabei 31 Tore. Außerdem wirkte er in 23 Europapokalspielen mit (6 Tore). Von 1988 bis 1990 war Pilz bei Dynamo Dresden Mannschaftskapitän.
Zusammen mit den Teamkameraden Matthias Döschner und Andreas Trautmann wechselte der inzwischen 32-Jährige 1990 in die 2. Bundesliga zu Fortuna Köln. Nach wenigen Monaten kehrte Pilz, von den Fans „Champi“ genannt, nach Dresden zurück und erreichte mit dem Verein in der letzten Oberligasaison den Aufstieg in die Fußball-Bundesliga. Dort spielte er bis 1995, oft als Kapitän der Elf, in 107 Begegnungen für die Schwarz-Gelben. Für den FSV Zwickau kam Hans-Uwe Pilz anschließend in 34 Spielen in der 2. Fußball-Bundesliga zum Einsatz und erzielte dabei vier Tore.

### Auswahleinsätze
Ein Dreivierteljahr nach seinem Wechsel aus Zwickau nach Dresden wurde Hans-Uwe Pilz zum ersten Mal in die Fußballnationalmannschaft der DDR berufen. Sein erstes Länderspiel bestritt er am 9. September 1982 beim Freundschaftsspiel Island gegen DDR (0:1) als linker Mittelfeldakteur. Insgesamt kam er auf 35 Länderspieleinsätze, kam aber zu keinem Torerfolg. Zu seinen wichtigsten Auswahlbegegnungen gehörten die fünf WM- und sieben EM-Qualifikationsspiele.
Daneben wurde Pilz im Herbst 1986, mit Ende 27, Anfang 28 längst der Altersgrenze entwachsen, noch in zwei Länderspielen der DDR-Nachwuchsnationalmannschaft aufgeboten, um die Generation von Ronny Teuber, Markus Wuckel und Heiko Bonan in der U-21-EM-Qualifikation zu unterstützen. Zuvor lief der Dynamo-Akteur beim DFV bereits in der Olympiaelf auf. Zwischen Mai 1983 und April 1984 war er in 14 Partien – dabei allen acht Begegnungen (drei Treffer) im Rahmen der Qualifikation für die Spiele in Los Angeles – am Ball und erzielte vier Tore. Am olympischen Fußballturnier im Sommer 1984 konnten er und seine Teamkameraden trotz erfolgreich gestalteter Ausscheidungsrunde nicht teilnehmen, da die Ostblockstaaten die Wettkämpfe in den USA boykottierten.

## Trainerlaufbahn
Als Trainer war er zweimal beim FSV Zwickau tätig, in der Zeit von 8. April bis 30. Juni 1998 und vom 4. September 1999 bis 15. Dezember 1999. Nachdem der Verein in der Saison 1999/2000 Insolvenz anmelden musste, war Pilz als Trainer entlassen worden, was den Endpunkt seiner Laufbahn im Profifußball markierte. Seitdem ist er als Sportlehrer in einer Plauener Berufsschule tätig (Stand 2018).